# هانگ آپ
«زنگ زدن» یا «هانگ آپ» (به انگلیسی: Hung Up) ترانه‌ای از خواننده و ترانه‌نویس آمریکایی مدونا برای دهمین آلبوم استودیویی خود، اعتراف‌ها بر روی جایگاه رقص (۲۰۱۵) است. ترانه در ابتدا به عنوان تبلیغات تلویزیونی و سریال‌ها مورد استفاده قرار گرفت و بعد به عنوان تک‌آهنگ اصلی آلبوم در ۱۷ اکتبر ۲۰۱۵ از طریق وارنر رکوردز منتشر شد.